# Carry Out
"Carry Out" je treći singl američkog producenta i repera Timbalanda s njegovog trećeg samostalnog albuma Shock Value II. U pjesmi gostuje američki pop/R&B pjevač Justin Timberlake. Timbaland je rekao da mu je to najomiljenija pjesma s albuma.

## Popis pjesama
Glavne verzije
1. "Carry Out" – 3:53
2. "Carry Out" (Acapella) – 3:50
3. "Carry Out" (Instrumental) – 3:55

Remiksevi
1. "Carry Out" (Black Dada Remix) – 3:56
2. "Carry Out" (Twista Remix) – 3:46
3. "Carry Out" (Full Tilt Remix) – 4:41
4. "Carry Out" (Vindata Electro Remix) – 5:38

Britanski promotivni singlovi
1. "Carry Out" (Album Version) – 3:56
2. "Carry Out" (Instrumental) – 3:56

Britanski singlovi
1. "Carry Out" (Album Version) – 3:56
2. "Carry Out" (Chew Fu No MSG Fix Mix) – 3:34

## Glazbeni video
Glazbeni video za pjesmu snimljen je u prosincu 2009. godine te se sastojao većinom od uživo izvedbe pjesme. Trebao je biti prikazan u siječnju 2010. godine, no bio je odgođen. Tako je krajem siječnja objavljeno da će novi glazbeni video režirati Bryan Barber. Premjerno je prikazan 18. veljače 2010. godine. Uz Timbalanda i Justina Timberlakea u glazbenom videu pojavljuju se Timbalandov mlađi brat Sebastian te modeli Daphne Joy i Keyshia Dior.
Glazbeni video prikazuje Timbalanda i Justina Timberlakea dok plešu u casinu u Los Angelesu s nekoliko zgodnih djevojaka koje ih pokušavaju zavesti.

## Top liste
"Carry Out" je trenutno najviše plasirana pjesma s albuma zauzevši broje 11 ljestvice Billboard Hot 100.
| Top liste (2009. – 2010.)   | Najviša pozicija |
| --------------------------- | ---------------- |
| Canadian Hot 100            | 7                |
| Danish Dance Chart          | 30               |
| Eurochart Hot 100 Singles   | 22               |
| Irish Singles Chart         | 3                |
| New Zealand Singles Chart   | 15               |
| UK Singles Chart            | 6                |
| UK R&B Chart                | 4                |
| SAD Billboard Hot 100       | 11               |
| SAD Billboard Pop Songs     | 8                |
| SAD Billboard Radio Songs   | 13               |
| SAD Billboard Digital Songs | 7                |